# Selenops debilis
Selenops debilis is een spinnensoort in de taxonomische indeling van de Selenopidae.
Het dier komt voor in het zuidwesten van het Nearctisch gebied.
Het dier behoort tot het geslacht Selenops. De wetenschappelijke naam van de soort werd voor het eerst geldig gepubliceerd in 1898 door Nathan Banks.